# یو موبایل
یو موبایل (انگلیسی: U Mobile) شرکت مخابرات مالزیایی است، که در سال ۱۹۹۷ توسط وینسنت تان تأسیس شد.